# Време, живот (филм)
„Време, живот” је македомнски филм из 1992. године. Режирао га је Иван Митевски а сценарио је написао Русомир Богдановски.

## Улоге
| Глумац              | Улога             |
| ------------------- | ----------------- |
| Киро Ћортошев       | Тошо              |
| Таска Балабанова    | Ленка             |
| Душан Костовски     | Ђоко              |
| Љупка Џундева       | Цвета             |
| Петре Прличко       | Војо              |
| Тодор Николовски    | Ацо               |
| Ненад Стојановски   |                   |
| Силвија Стојановска |                   |
| Владимир Светиев    | Режисер           |
| Светолик Никачевић  |                   |
| Панче Камџик        | Трпе              |
| Илко Стефановски    |                   |
| Гоце Тодоровски     | Тон мајстор       |
| Ванчо Петрушевски   | Асистент режисера |
| Милица Стојанова    | Маца              |

Остале улоге ▼
| Глумац                    | Улога                |
| ------------------------- | -------------------- |
| Сабина Ајрула             | (као Сабина Тозија)  |
| Видосава Грубач           |                      |
| Нада Гешовска             | Вера                 |
| Добрила Пучкова           |                      |
| Драги Крстевски           |                      |
| Благоја Спиркоски Џумерко | Блаже                |
| Илија Милчин              |                      |
| Димитар Гешоски           | (као Димче Гешовски) |
| Ацо Јовановски            |                      |
| Драган Спасов Дач         |                      |
| Јосиф Јосифовски          |                      |
| Јовица Михајловски        | Клапер               |